# León Roldós

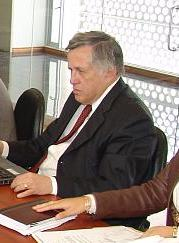
León Roldós, 2008

León Roldós Aguilera (* 21. Juli 1942 in Guayaquil) ist ein ecuadorianischer Rechtsanwalt und Politiker. Er war von 1981 bis 1984 Vizepräsident seines Landes und kandidierte 1992, 2002 und 2006 ohne Erfolg für das Präsidentenamt.
Roldós' Vater Santiago Roldós Soria war Politiker und übte in den 1940er Jahren hohe Staatsämter aus. Unter anderem war er Gouverneur der Provinz Guayas, Sozialminister und 1946/47 Generalkonsul Ecuadors in Buenos Aires, wo León Roldós eingeschult wurde. Seine Mutter verstarb bei seiner Geburt an inneren Blutungen. Sein Vater heiratete später die Schwester seiner ersten Ehefrau. 1947 kehrte die Familie nach Ecuador zurück, wo Roldós 1960 das Abitur bestand.
Er studierte Rechtswissenschaft in der Universität Guayaquil und arbeitete gleichzeitig als Lehrer an städtischen Schulen. 1969 schloss er sein Studium als Rechtsanwalt ab. 1969/70 war er Sekretär des populistischen Bürgermeisters von Guayaquil, Assad Bucaram, dem Gründer und Führer der Partei Concentración de Fuerzas Populares. Später war Roldos Rechtsanwalt und lehrte an Universitäten in Guayaquil. Er arbeitete in der ersten Funktion unter anderem für verschiedene Banken und die Bankenaufsicht und war in zweiter Funktion zeitweise Dekan der Rechtswissenschaftlichen Fakultät der Universidad Laica Vicente Rocafuerte in Guayaquil. 
1979 wurde sein Bruder Jaime Roldós als Kandidat eines Wahlbündnisses der Concentración de Fuerzas Populares mit der christdemokratischen Democracia Popular zum Präsidenten Ecuadors gewählt. León Roldós wurde in der Folge 1979 Vorsitzender der Junta Monetaria, die unter anderem die Währungsreserven des Landes und die Zentralbank beaufsichtigte.
Jaime Roldós starb am 24. Mai 1981 bei einem Flugzeugabsturz. Der Vizepräsident Osvaldo Hurtado wurde daraufhin zu seinem Nachfolger. Zum neuen Vizepräsidenten bestimmte der Nationalkongress León Roldós, der dieses Amt bis zum Ende der Legislaturperiode 1984 innehatte. Roldós und Hurtado waren besonders über politische Maßnahmen wiederholt unterschiedlicher Meinung. Unter anderem wandte sich Roldós gegen die „Sucretisierung“ der Auslandsschulden Ecuadors, eine Maßnahme, die beinhaltete, dass der ecuadorianische Staat die Verluste übernahm, die private Unternehmen durch das Wechselkursrisiko im Ausland aufgenommener Kredite eingegangen waren.
Anschließend arbeitete er erneut als Anwalt und Berater sowie als Universitätsdozent und veröffentlichte mehrere Bücher. Von 1992 bis 1996 war er Vorstandsmitglied der Bank Banco de Estado, von 1998 bis 2002 Parlamentsabgeordneter für die Provinz Guayas im Nationalkongress.
Am 31. Oktober 1994 wurde Roldós zum Rektor der Universität Guayaquil gewählt und hatte diesen Posten zwei Amtszeiten (bis 2004) inne. Seinem Rektorat wird allgemein attestiert, dass es transparent verwaltet und zur Verbesserung von Studienbedingungen und Ansehen der staatlichen Universität geführt habe. 
Roldós war 1992 (für die Sozialistische Partei Ecuadors) und 2002 (als unabhängiger Kandidat des Movimiento Ciudadano Nuevo País) Präsidentschaftskandidat. 1992 belegte er im ersten Wahlgang den sechsten Platz; 2002 erhielt er mit 15,4 Prozent im ersten Wahlgang die drittmeisten Stimmen und erreichte erneut nicht den zweiten Wahlgang. Bei den Wahlen 2006 trat er als gemeinsamer Kandidat seiner 2005 gegründeten Partei Red Ética y Democracia und der etablierten sozialdemokratischen Izquierda Democrática an. In den Wahlabsichtsumfragen lag er lange an erster Stelle, wurde aber kurz vor der Wahl von Rafael Correa, der von einer eigenen Wahlplattform und der Sozialistischen Partei nominiert wurde, überholt. Bei den Wahlen belegte er überraschend nur den vierten Platz, was in Ecuador Zweifel bezüglich der Qualität von Umfragen vor der Wahl, bei denen offenbar ländliche Unterschichten zu wenig berücksichtigt wurden, aufkommen ließ.
Seit November 2007 war er für seine Partei RED einer der 24 nationalen Abgeordneten in der Verfassunggebenden Versammlung Ecuadors 2007/08, die dem Land eine neue, im September 2008 verabschiedete Verfassung gab.
Roldós war mit der 2005 verstorbenen Mercedes María Icaza Olivera verheiratet und hat einen Sohn, León Xavier.